# Вівсянка (риба)
Вівсянка, також вівсянка неповнолінійна (Leucaspius delineatus) — риба родини ялецевих (Leuciscidae), єдиний представник роду Leucaspius.

## Розповсюдження
Розповсюджена на території Центральної та Східної Європи від Рейну до Волги та від басейну Північної Двіни до Закавказзя. Звичайна в річках басейну Чорного та Каспійського морів, зустрічається в річках басейну Білого та Балтійського морів. На Кавказі та Закавказзі утворює місцеву форму. Особливо численна в південних районах в басейні Дніпра.

## Будова
Довжина 4—5, іноді до 8 см, вага до 7 г. Тіло видовжене. Вівсянка схожа на невелику верховодку, від якої відрізняється ширшим тулубом та головою, короткою бічною лінією (розповсюджується на 2—12 лусок). На голову заходить мережа чутливих канальців. У спинному плавці 3 нерозгалужених та 7—9 розгалужених променів, в анальному відповідно 3 та 10—13. Спинний плавець зміщений назад. Рот верхній, нижня щелепа піднята вверх. Глоткові зуби дворядні. Луска відносно велика, легко відділяється. Є пара маленьких вусиків. Інтенсивність забарвлення може відрізнятись в залежності від водойми. Голова темно-сіра, спина зеленувато-жовта, боки та черево сріблясті, плавці прозорі, іноді з жовтуватим відтінком.

## Спосіб життя

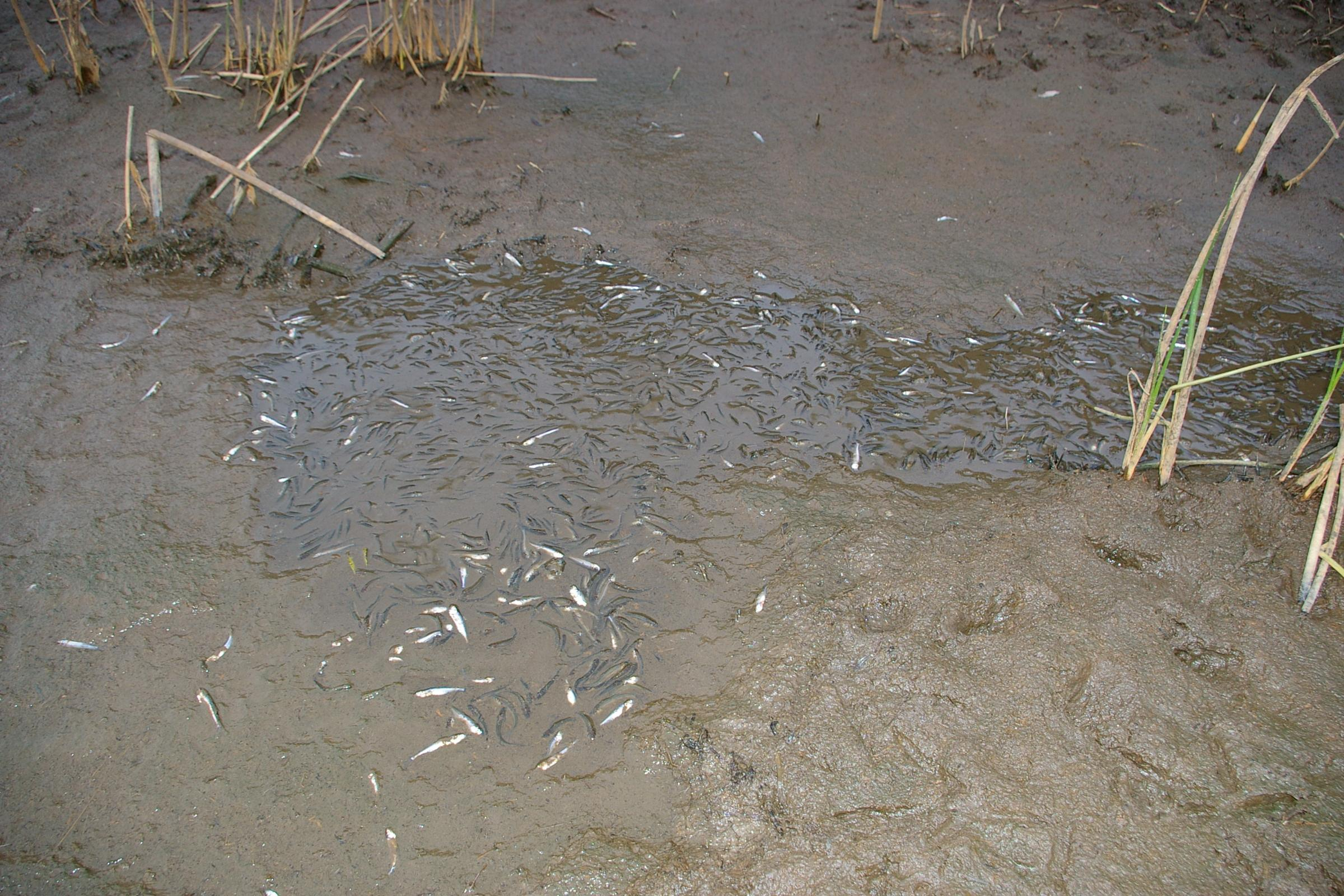
Зграйка вівсянки на мілині

Тривалість життя не перевищує 3—4 роки. Зустрічається у річках з повільною течією, ставках та озерах з піщаним дном. Збирається у зграї. Влітку тримається біля поверхні води, навесні та восени біля дна, взимку закопується в ґрунт. Активна вдень і вночі. Живиться дрібними безхребетними, ікрою та личинками риб. Молодь живиться зоопланктоном.

## Розмноження
Статевої зрілості досягає на 2 році життя при розмірі 3—4 см, та вазі близько 5 г. Нерест починається в травні та продовжується до червня в декілька етапів. Відкладання ікри починається при температурі води не нижче 15 °C. Ікра відкладається на підводні предмети (здебільшого на листя водних рослин). Плодючість від 1 до 4 тисяч ікринок діаметром 0,8 мм. Для вівсянки характерна турбота про потомство — самець охороняє ікру. Росте вівсянка повільно, в перший рік досягає довжини 2 см та маси близько 0,2 г, в 2-й — довжини 3—4 см та маси — 4—5 г, в 3-й — довжини 5—6 см, маси — до 6 г.

## Значення
Промислового значення не має. В деяких регіонах, де кількість риби велика, виловлюється місцевим населенням та використовується для приготування рибних котлет, іноді у в'яленому вигляді або засолюється. Використовується рибалками-аматорами як наживка для лову хижих видів риб. Деякі аматори тримають вівсянку в акваріумах.